# Zvonimir Rogoz
Zvonimir Rogoz (ur. 10 października 1887 w Zagrzebiu, zm. 6 lutego 1988 tamże) – chorwacki aktor filmowy, teatralny i telewizyjny, pracujący głównie w Czechosłowacji i Jugosławii.
Uczył się aktorstwa w Wiedniu i Zagrzebiu. Występował na scenach teatralnych w Zagrzebiu (1909), Osijeku (1915), Varaždinie (1916–1919), Lublanie (1919–1929), następnie w Czechosłowacji – w Teatrze Narodowym w Pradze (1929–1945) oraz w teatrach w Czeskich Budziejowicach (1945–1946), Kladnie (1947–1948) i Hradcu Králové (1949–1950), a od 1951 ponownie w Zagrzebiu.

## Wybrane role filmowe
- 1932:  Na służbie u Sherlocka Holmesa (Lelíček ve službách Sherlocka Holmese) – królewski oficer
- 1933:  Ekstaza (Extase) – Emile
- 1934:  Hej rup! – dyrektor fabryki
- 1935:  Milan Rastislav Štefánik – M. R. Štefánik
- 1938:  Cech panien kutnohorskich (Cech panen kutnohorských) – pisarz miejski
- 1939:  Droga do głębi duszy studenckiej (Cesta do hlubin študákovy duše) – pan Pošusta
- 1943:  Czternasty u stołu (Čtrnáctý u stolu) – Rudolf Linhart
- 1947:  Skrzypce i sen (Housle a sen) – dyrygent
- 1948:  Krakatit – przewodniczący
- 1954:  Koncert – Pjaskovski
- 1954:  /  Grzech (Greh / Am Anfang war es Sünde)
- 1959:  Bez rozkładu jazdy (Vlak bez voznog reda) – starszy pan z restauracji
- 1965:  Trzy klucze (Ključ) – recepcjonista
- 1966:  Rondo – emeryt
- 1978:  Okupacja w 26 obrazach (Okupacija u 26 slika) – admirał